# Ommersyssel
Ommersyssel er egnen mellem Randers Fjord og Mariager Fjord. Den gamle hovedby er købstaden Mariager. Andre byer er bl.a. Assens, Havndal, Dalbyover, Gjerlev, Øster Tørslev og Spentrup. Egnen er traditionelt mere knyttet til Randers og Østjylland end til Nordjylland.

## Historie
Landskabet har navn efter det gamle syssel af samme navn, der dog også omfattede egnen ned mod Viborg og Gudenåen (Nørlyng, Sønderlyng og Middelsom herreder). Det gamle syssel blev delt mellem Viborg og Randers amter (fra 1970 Viborg og Århus amter), og det er kun den del der kom til Randers Amt, som i dag kaldes Ommersyssel. Grænsen går omtrent ved motorvejen og jernbanen mellem Randers og Hobro.